# Hospital México
El Hospital México es un hospital público localizado en el distrito de La Uruca, al Oeste de la ciudad de San José, capital de Costa Rica. Se encuentra entre los principales hospitales del Seguro Social Costarricense. Al ser un hospital público, pertenece a la Caja Costarricense del Seguro Social, institución encargada de la salud y la seguridad social en Costa Rica.

## Ubicación
El Hospital México se encuentra ubicado en la periferia de San José, a 2,7 km del Parque Metropolitano La Sabana sobre la Autopista General Cañas. 

## Historia
La Caja Costarricense de Seguro Social fue creada en 1941, pero hasta la década de los 60 no tenía un hospital propio (los demás centros de salud del país para el momento eran administrados por la Junta de Protección Social), por lo que para esos años se inician los preparativos para la construcción de un gran hospital. Como la institución no tenía idea de como se debía edificar un hospital, se pidió colaboración a diversos entes de todo el mundo, y en especial, al Instituto Mexicano del Seguro Social, el cual donó una serie de planos además de dinero para llevar a cabo la obra, así que se inició la construcción que fue encomendada al arquitecto costarricense Alberto Linner Díaz, quien también se capacitó en arquitectura médica en México. La construcción del centro médico culminó en 1969, siendo inaugurado en 1970 y bautizado Hospital México en homenaje al aporte del IMSS, de entre todas las otras instituciones de seguridad social que contribuyeron en el establecimiento del hospital.
Es el Hospital General de más reciente edificación en el Gran Área Metropolitana, y además fue el primero en poseer las Clínicas Mayores como antesala para una internación en el centro médico.